# Nauhea tapa
Nauhea tapa Forster, 1979 è un ragno appartenente alla famiglia Gnaphosidae.
È l'unica specie nota del genere Nauhea.

## Distribuzione
L'unica specie oggi nota di questo genere è stata rinvenuta in Nuova Zelanda

## Tassonomia
Dal 2007 non sono stati esaminati altri esemplari, né sono state descritte sottospecie al 2015.